# Антоніо Пуертас
Антоніо Пуертас (ісп. Antonio Puertas, нар. 21 лютого 1992, Бенаадукс) — іспанський футболіст, півзахисник клубу «Гранада».

## Ігрова кар'єра
Народився 21 лютого 1992 року в місті Бенаадукс. Вихованець юнацьких команд футбольних клубів «Лос Молінос», «Вільярреал» та «Альмерія».
У дорослому футболі дебютував 2011 року виступами за команду «Полідепортіво», в якій провів один сезон.
Наступними командами в ігровій кар'єрі футболіста були «Гранада Б» та «Альмерія».
2017 року приєднався до команди «Гранада».